# Canton de Nogent-sur-Marne
Le canton de Nogent-sur-Marne est une circonscription électorale française située dans le département du Val-de-Marne et la région Île-de-France.
À la suite du redécoupage cantonal de 2014, les limites territoriales du canton sont remaniées, qui s'accroit d'une commune tout en perdant une fraction de Nogent-sur-Marne.

## Histoire

### Département de laSeine
Le canton de Nogent-sur-Marne du département de la Seine a été créé en 1893.
Conseillers généraux des anciens cantons de Nogent-sur-Marne :
| Période | Période      | Identité                    | Étiquette   | Qualité |
| ------- | ------------ | --------------------------- | ----------- | --- |
| 1893    | 1893 (décès) | René Gamain                 | Républicain | Avocat Maire de Champigny (1892-1893) |
| 1893    | 1912         | Pierre Blanchon (1824-1913) | Rad.        | Propriétaire à Paris et à Champigny Ancien Premier adjoint au maire du 11ème arrondissement (1870-1871) Ancien conseiller municipal de Champigny (1884-1893) |
| 1912    | 1919         | Émile Brisson               | Rad.        | Directeur d'école primaire supérieure Maire de Nogent-sur-Marne (1907-1919)                                                                                  |

2ème circonscription (Nogent-sur-Marne, Le Perreux)
| Période                     | Période                             | Identité                    | Étiquette | Qualité |
| --------------------------- | ----------------------------------- | --------------------------- | --------- | --- |
| 1919                        | 1929                                | Emile Brisson               | Rad.      | Directeur d'école primaire supérieure Maire de Nogent-sur-Marne (1907-1919) Président du Conseil général de la Seine (1924-1925) |
| 1929                        | 1940 maintenu jusqu'en 1942 (décès) | Pierre Champion             | RG        | Archiviste paléographe Maire de Nogent-sur-Marne (1919-1942)                                                                     |
| 1942 (nommé par décret)     | 1944                                | Jean Goy                    | ex-RG     | Publiciste, ancien député RG (1924-1936 et 1937-1940) Maire du Perreux (1929-1944)                                               |
| 1945 Décret du 12 mars 1945 | 1945                                | Georges Vilbert (1877-1948) |           | Chef d'institution Maire de Nogent-sur-Marne (1944-1945)                                                                         |

- Période 1945-1953

Nogent-sur-Marne faisait partie du secteur de Sceaux-Est.
- Période 1953-1959

Nogent-sur-Marne faisait partie du 1er secteur de la Seine.
- Période 1953-1959

Nogent-sur-Marne faisait partie du 38ème secteur de la Seine (avec Le Perreux).
| Période                                                | Période | Identité                       | Étiquette | Qualité                             |
| ------------------------------------------------------ | ------- | ------------------------------ | --------- | ----------------------------------- |
| 1959 38e secteur Nogent-sur-Marne-Le Perreux-sur-Marne | 1967    | Henri Le Guichaoua (1914-2007) | CNI       | Commissaire aux comptes, Le Perreux |

### Département duVal-de-Marne
Le canton de Nogent-sur-Marne, qui ne comprenait que la commune de Nogent-sur-Marne a été recréé lors de la mise en place du département du Val-de-Marne par le décret du 20 juillet 1967.
Un nouveau découpage territorial du Val-de-Marne entré en vigueur à l'occasion des premières élections départementales suivant le décret du 17 février 2014. Les conseillers départementaux sont, à compter de ces élections, élus au scrutin majoritaire binominal mixte. Les électeurs de chaque canton élisent au Conseil départemental, nouvelle appellation du Conseil général, deux membres de sexe différent, qui se présentent en binôme de candidats. Les conseillers départementaux sont élus pour 6 ans au scrutin binominal majoritaire à deux tours, l'accès au second tour nécessitant 12,5 % des inscrits au 1er tour. En outre, la totalité des conseillers départementaux est renouvelée. Ce nouveau mode de scrutin nécessite un redécoupage des cantons dont le nombre est divisé par deux avec arrondi à l'unité impaire supérieure si ce nombre n'est pas entier impair, assorti de conditions de seuils minimaux. Dans le Val-de-Marne le nombre de cantons passe ainsi de 49 à 25.
Dans ce cadre, le canton de Nogent-sur-Marne est remanié, en perdant une partie de Nogent-sur-Marne, rattachée au canton de Charenton-le-Pont et s'agrandit, en intégrant Le Perreux-sur-Marne, qui dépendait du Canton du Perreux-sur-Marne, supprimé à cette occasion.

## Représentation

### Représentation avant 2015
| Période | Période          | Identité             | Étiquette    | Qualité |
| ------- | ---------------- | -------------------- | ------------ | --- |
| 1967    | 1988 (démission) | Roland Nungesser     | UDR puis RPR | Cadre supérieur Maire de Nogent-sur-Marne (1959 → 1995) Président du Conseil Général (1970 → 1976) Député de la Seine (1958 → 1966) et du Val-de-Marne (1968 → 1997) Ministre (1966 → 1968) Officier de la Légion d'honneur |
| 1988    | 2015             | Jacques J. P. Martin | RPR puis UMP | Ingénieur Maire-adjoint puis maire (2001 → ) de Nogent-sur-Marne Président de la CA Vallée de la Marne (? → ) Président du SIPPEREC (2014 → )                                                                               |

### Représentation depuis 2015
| Période élective | Période élective | Mandat | Mandat   | Identité       | Nuance | Nuance | Qualité |
| ---------------- | ---------------- | ------ | -------- | -------------- | ------ | ------ | --- |
| 2015             | 2021             | 2015   | 2021     | Paul Bazin     |        | LR     | Conseiller municipal du Perreux-sur-Marne |
| 2015             | 2021             | 2015   | 2021     | Déborah Münzer |        | LR     | Productrice de cinéma et de spectacles Maire-adjointe de Nogent-sur-Marne (2008 → )                                                            |
| 2021             | 2028             | 2021   | en cours | Paul Bazin     |        | LR     | Conseiller sortant, 1er vice-président chargé des solidarités, de la petite enfance et de la protection maternelle et infantile                |
| 2021             | 2028             | 2021   | en cours | Déborah Münzer |        | LR     | Conseillère sortante, 10e vice-présidente chargée de la culture, de la vie associative, de l’éducation artistique et culturelle et du tourisme |

### Résultats détaillés

#### Élections de mars 2015
À l'issue du 1er tour des élections départementales de 2015, deux binômes sont en ballottage : Paul Bazin et Déborah Münzer (Union de la Droite, 43,51 %) et Fabienne Gysel et Patrick Mouge (Union de la Gauche, 17,83 %). Le taux de participation est de 43,56 % (19 445 votants sur 44 635 inscrits) contre 44,44 % au niveau départemental et 50,17 % au niveau national.
Au second tour, Paul Bazin et Déborah Münzer (Union de la Droite) sont élus avec 66,63 % des suffrages exprimés et un taux de participation de 39,76 % (11 152 voix pour 17 746 votants et 44 638 inscrits).

#### Élections de juin 2021
Le premier tour des élections départementales de 2021 est marqué par un très faible taux de participation (33,26 % au niveau national). Dans le canton de Nogent-sur-Marne, ce taux de participation est de 31,77 % (14 204 votants sur 44 706 inscrits) contre 29,98 % au niveau départemental. À l'issue de ce premier tour, deux binômes sont en ballottage : Paul Bazin et Déborah Münzer (LR, 38,32 %) et Matthieu Moriamez et Célia Rives (Union à gauche avec des écologistes, 29,5 %).
Le second tour des élections est marqué une nouvelle fois par une abstention massive équivalente au premier tour. Les taux de participation sont de 34,36 % au niveau national, 32,99 % dans le département et 35,14 % dans le canton de Nogent-sur-Marne. Paul Bazin et Déborah Münzer (LR) sont élus avec 63,56 % des suffrages exprimés (9 610 voix pour 15 712 votants et 44 711 inscrits),,. 

## Composition

### Composition de 1967 à 2015
Le canton était constitué de la seule commune de Nogent-sur-Marne
| Nom                          | Code Insee | Codepostal | Superficie (km2) | Population (dernière pop. légale) | Densité (hab./km2) |
| ---------------------------- | ---------- | ---------- | ---------------- | --------------------------------- | ------------------ |
| Nogent-sur-Marne (chef-lieu) | 94052      | 94130      | 2,80             | 30 884 (2012)                     | 11 030             |

### Composition depuis 2015
| Nom                                      | Code Insee | Intercommunalité         | Superficie (km2) | Population (dernière pop. légale)                | Densité (hab./km2) | Modifier                                    |
| ---------------------------------------- | ---------- | ------------------------ | ---------------- | ------------------------------------------------ | ------------------ | ------------------------------------------- |
| Nogent-sur-Marne (bureau centralisateur) | 94052      | Métropole du Grand Paris | 2,80             | Fraction : 32 011 (2022) Commune : 32 998 (2022) | 11 785             | modifier les données · modifier les données |
| Le Perreux-sur-Marne                     | 94058      | Métropole du Grand Paris | 3,96             | 34 654 (2022)                                    | 8 751              | modifier les données · modifier les données |
| Canton de Nogent-sur-Marne               | 9414       |                          |                  | 66 665 (2022)                                    |                    | modifier les données                        |

Le canton est désormais constitué de :
1. une commune entière,
2. la partie de la commune de Nogent-sur-Marne non comprise dans le canton de Charenton-le-Pont, soit celle située à l’est d’une ligne définie par l’axe des voies et limites suivantes : depuis la limite territoriale de la commune de Paris, avenue des Merisiers, à l’angle de l’avenue des Merisiers et de l’avenue de Joinville, ligne perpendiculaire à l’avenue de Joinville, avenue Charles-V, avenue de Neptune, prolongement de l’avenue de Neptune jusqu’à la limite territoriale de la commune de Joinville-le-Pont.

## Démographie

### Démographie avant 2015
| 1962   | 1968   | 1975   | 1982   | 1990   | 1999   | 2006   | 2011   | 2012   |
| ------ | ------ | ------ | ------ | ------ | ------ | ------ | ------ | ------ |
| 24 501 | 26 238 | 25 634 | 24 630 | 25 248 | 28 191 | 30 632 | 31 795 | 30 884 |

### Démographie depuis 2015
En 2022, le canton comptait 66 665 habitants, en évolution de +2,81 % par rapport à 2016 (Val-de-Marne : +3 %, France hors Mayotte : +2,11 %).
| 2013   | 2018   | 2022   |
| ------ | ------ | ------ |
| 61 341 | 65 742 | 66 665 |